# Ak Bars Kazan
L’Ak Bars Kazan (russe : Ак Барс Казань, le Léopard des neiges de Kazan) est un club russe professionnel de hockey sur glace. Le nom du club dérive de l'emblème du Tatarstan, l'once.

## Historique
Fondé en 1956 sous le nom de Machstroï Kazan, le club est renommé SK imeni Ouritskogo en 1958 puis Itil Kazan en 1990 et prend son nom actuel en 1995. En 2004-2005, le club a fait signer onze joueurs de la Ligue nationale de hockey afin de célébrer le 1000e anniversaire de fondation de la ville. L'équipe ne parvient cependant qu'à la quatrième place de la saison régulière de Superliga et n'ira pas loin dans les séries éliminatoires. En revanche, lors de la saison suivante, le club a pu gagner son second championnat avec notamment l'appui d'Alekseï Morozov. En 2008, il intègre une nouvelle compétition en Eurasie, la KHL. Il signe alors une affiliation avec le Neftianik Almetievsk de la Vyschaïa Liga pour qu'il devienne son club-école.

## Palmarès
- Coupe d'Europe des clubs champions
  - Vainqueur : 2007
- Coupe continentale
  - Vainqueur : 2008
- Championnat de Russie
  - Vainqueur : 1998 et 2006.
  - Champion de division
    - Division Ouest : 1997
    - Division Est : 1998
- KHL
  - Coupe Gagarine : 2009, 2010 et 2018.
  - Coupe d'ouverture : 2010.
  - Coupe du champion de la conférence Est : 2010.

Historique des logos de l’Ak Bars Kazan
Logo jusqu'en 2022.
Logo depuis 2022.

## Saison après saison

### Superliga
| Saison    | PJ | V  | D  | N  | DP | Pts | BP  | BC  | Classement           | Séries éliminatoires |
| --------- | -- | -- | -- | -- | -- | --- | --- | --- | -------------------- | --- |
| 1995-1996 | 52 | 26 | 13 | 13 | -  | 69  | 136 | 110 | 3e division Ouest    | |
| 1996-1997 | 44 | 31 | 8  | 5  | -  | 67  | 143 | 88  | 1er division Ouest   | |
| 1997-1998 | 46 | 36 | 7  | 3  | -  | 75  | 158 | 79  | 1er division Est     | |
| 1998-1999 | 42 | 20 | 12 | 10 | -  | 50  | 105 | 75  | 7e de la ligue       | |
| 1999-2000 | 38 | 26 | 8  | 3  | 1  | 75  | 158 | 79  | 2e de la ligue élite | |
| 2000-2001 | 44 | 27 | 10 | 6  | 1  | 87  | 139 | 84  | 2e de la ligue élite | |
| 2001-2002 | 51 | 31 | 11 | 7  | 2  | 101 | 151 | 88  | 2e de la ligue élite | |
| 2002-2003 | 51 | 30 | 13 | 7  | 1  | 94  | 156 | 106 | 4e de la ligue élite | |
| 2003-2004 | 60 | 34 | 21 | 2  | 3  | 102 | 161 | 122 | 5e de la ligue       | Metallourg Novokouznetsk 3-1 (quart-finale) Metallourg Magnitogorsk 3-2 (demi-finale)                                                                             |
| 2004-2005 | 60 | 37 | 17 | 5  | 1  | 114 | 174 | 113 | 4e de la ligue       | Lokomotiv Iaroslavl 3-1 (huitième-finale) |
| 2005-2006 | 51 | 25 | 8  | 9  | 4  | 98  | 150 | 109 | 1er de la ligue      | Metallourg Novokouznetsk 3-0 (huitième-finale) Salavat Ioulaïev Oufa 3-0 (quart-finale) Lokomotiv Iaroslavl 3-0 (demi-finale) Avangard Omsk 3-0 (finale)          |
| 2006-2007 | 51 | 38 | 8  | 7  | 1  | 119 | 214 | 111 | 1er/19               | Metallourg Novokouznetsk 3-0 (huitième-finale) Khimik Moskovskaïa Oblast 3-1 (quart-finale) HK CSKA Moscou 3-1 (demi-finale) Metallourg Magnitogorsk 3-2 (finale) |
| 2007-2008 | 57 | 32 | 19 | -  | 5  | 99  | 182 | 142 | 7e/20                | HK MVD Balachikha 3-0 (huitième-finale) HK CSKA Moscou 3-1 (quart-finale) Salavat Ioulaïev Oufa 3-1 (demi-finale)                                                 |

### KHL
| Saison    | PJ | V  | VP | VTB | D  | DP | DTB | BP  | BC  | Pts | Classement | Séries éliminatoires |
| --------- | -- | -- | -- | --- | -- | -- | --- | --- | --- | --- | ---------- | --- |
| 2008-2009 | 56 | 36 | 1  | 3   | 10 | 3  | 3   | 189 | 123 | 122 | 2e/24      | Barys Astana 3-0 (huitième de finale) Avangard Omsk 3-2 (Quart-finale) HK Dinamo Moscou 4-2 (demi-finale) Lokomotiv Iaroslavl 4-3 (finale)                       |
| 2009-2010 | 56 | 25 | 4  | 4   | 18 | 2  | 3   | 159 | 128 | 96  | 8e/24      | Barys Astana 3-0 (huitième de finale) Metallourg Magnitogorsk 4-2 (quart de finale) Salavat Ioulaïev Oufa 4-2 (demi-finale) HK MVD 4-3 (finale)                  |
| 2010-2011 | 54 | 29 | 2  | 3   | 12 | 3  | 5   | 181 | 133 | 105 | 4e/24      | Barys Astana 4-0 (huitième de finale) Salavat Ioulaïev Oufa 4-1 (quart de finale)                                                                                |
| 2011-2012 | 54 | 27 | 1  | 2   | 19 | 1  | 4   | 167 | 136 | 92  | 6e/24      | Salavat Ioulaïev Oufa 4-2 (huitième de finale) Traktor Tcheliabinsk 4-2 (quart de finale)                                                                        |
| 2012-2013 | 52 | 28 | 1  | 5   | 10 | 3  | 5   | 157 | 112 | 104 | 2e/24      | Neftekhimik Nijnekamsk 4-0 (huitième de finale) Salavat Ioulaïev Oufa 4-3 (quart de finale) Traktor Tcheliabinsk 4-3 (demi-finale)                               |
| 2013-2014 | 54 | 26 | 4  | 4   | 14 | 1  | 5   | 139 | 108 | 100 | 4e/28      | Sibir Novossibirsk 2-4 (huitième de finale) |
| 2014-2015 | 60 | 34 | 2  | 4   | 14 | 0  | 6   | 169 | 115 | 120 | 4e/28      | Avtomobilist Iekaterinbourg 4-1 (huitième de finale) Avangard Omsk 4-1 (quart de finale) Sibir Novossibirsk 4-1 (demi-finale) SKA Saint-Pétersbourg 1-4 (finale) |
| 2015-2016 | 60 | 25 | 1  | 5   | 20 | 1  | 8   | 143 | 127 | 96  | 12e/28     | Salavat Ioulaïev Oufa 3-4 (huitième de finale) |
| 2016-2017 | 60 | 29 | 3  | 6   | 18 | 2  | 2   | 155 | 127 | 109 | 7e/29      | Salavat Ioulaïev Oufa 4-1 (huitième de finale) Avangard Omsk 4-2 (quart de finale) Metallourg Magnitogorsk 0-4 (demi-finale)                                     |
| 2017-2018 | 56 | 30 | 2  | 0   | 18 | 3  | 3   | 158 | 126 | 100 | 4e/27      | Amour Khabarovsk 4-1 (huitième de finale) Metallourg Magnitogorsk 4-1 (quart de finale) Traktor Tcheliabinsk 4-0 (demi-finale) HK CSKA Moscou 4-1 (finale)       |
| 2018-2019 | 62 | 34 | 2  | 2   | 18 | 1  | 5   | 165 | 139 | 82  | 8e/25      | Avangard Omsk 0-4 (huitième de finale) |
| 2019-2020 | 62 | 38 | 2  | 4   | 13 | 1  | 4   | 178 | 121 | 93  | 2e/24      | Neftekhimik Nijnekamsk 4-0 (huitième de finale) · Non disputé Salavat Ioulaïev Oufa (quart de finale)                                                            |
| 2020-2021 | 60 | 33 | 3  | 5   | 11 | 5  | 3   | 185 | 131 | 90  | 2e/23      | Torpedo Nijni Novgorod 4-0 (huitième de finale) Salavat Ioulaïev Oufa 4-0 (quart de finale) Avangard Omsk 3-4 (demi-finale)                                      |
| 2021-2022 | 48 | 21 | 4  | 5   | 12 | 6  | 0   | 129 | 109 | 66  | 4e/24      | Avangard Omsk 2-4 (huitième de finale) |
| 2022-2023 | 68 | 27 | 10 | 4   | 18 | 7  | 2   | 187 | 158 | 91  | 4e/22      | Neftekhimik Nijnekamsk 4-2 (huitième de finale) Admiral Vladivostok 4-2 (quart de finale) Avangard Omsk 4-1 (demi-finale) HK CSKA Moscou 4-3 (finale)            |
| 2023-2024 | 68 | 33 | 6  | 2   | 25 | 2  | 0   | 175 | 140 | 84  | 10e/23     | Avtomobilist Iekaterinbourg 1-4 (huitième de finale) |
| 2024-2025 | 68 | 32 | 6  | 4   | 23 | 2  | 1   | 211 | 162 | 87  | 7e/23      | Avtomobilist Iekaterinbourg 4-3 (huitième de finale) HK Dinamo Moscou 4-2 (quart de finale)                                                                      |